# Danh sách bộ phim Jamaica nổi tiếng
Dưới đây là danh sách các bộ phim Jamaica nổi tiếng:

## B
- Bashment:The Fork in the Road (2007)
- Belly (1998)
- Black Kissinger (2007)
- Bongo Man (1981)
- Brucio nel vento (2002)
- Bubblin' (2011)

## C
- Cool Runnings (1993)
- Countryman (1982)
- 'Concrete Jungle - Kingston 12' (Feature Film) (2011)

## D
- Deep Roots Music (TV Series) (1982)
- Dancehall Queen (1997)

## G
- Glory to Gloriana (2006)
- Ghett'a Life (2011)

## H
- The Harder They Come (1972)
- Hated 2 Death (2011)

## I
- It's All About Dancing: A Jamaican Dance-U-Mentary (2006)
- Instinct (1998)

## K
- Không đâu như ở nhà (2006)

## L
- Land of Look Behind (1982)
- Lunatic, The (1991)
- Life and Debt (2001)

## M
- Made In Jamaica (2008)
- Milk and Honey
- Một tình yêu (2003)

## N
- Những đứa trẻ Babylon (1980)

## R
- Rockers (1978)
- Reggae Sunsplash (1979)
- Reggae Rump Bump party 6 (1997
- Roaring Lion (2002)
- Rude Boy: The Jamaican Don (2003)
- Runt (2005)
- Roots Time (2006)

## S
- Shottas (2002)
- Shottas for Life (2007)
- Smile Orange (1976)

## T
- Thế giới thứ hai (1980)
- Third World Cop (1999)
- The Studio One Story (2002)